# Eureka (Canada)
Eureka is een kleine nederzetting op Ellesmere, in het territorium Nunavut in het noorden van Canada. Het is, na Alert en Nord, de op twee na noordelijkste permanent bewoonde plaats ter wereld. Het bevolkingsaantal fluctueert; in 2005 waren er officieel geen permanente bewoners, hoewel er altijd minimaal acht stafleden waren.
Eureka is gesticht op 11 april 1947 als weerstation. Het station is in de loop van de jaren uitgebreid. Het werd op zijn hoogtepunt, in de zeventiger jaren, bewoond door ten minste vijftien permanente medewerkers. Tegenwoordig kent Eureka naast een observatorium, een militaire basis en het vliegveld Eureka Airport, dat geschikt is voor transportvliegtuigen. Eens per twee weken komt er een bevoorradingsvliegtuig, en elk jaar aan het eind van de zomer komt er uit Montreal een bevoorradingsschip voor zwaar materieel.
De poolnacht duurt van midden oktober tot eind februari. Van 10 april tot 29 augustus gaat de zon niet onder. De winters zijn koud, de gemiddelde maximumtemperatuur in februari is −35 graden. In de zomer kan de temperatuur de 20 graden incidenteel overschrijden.

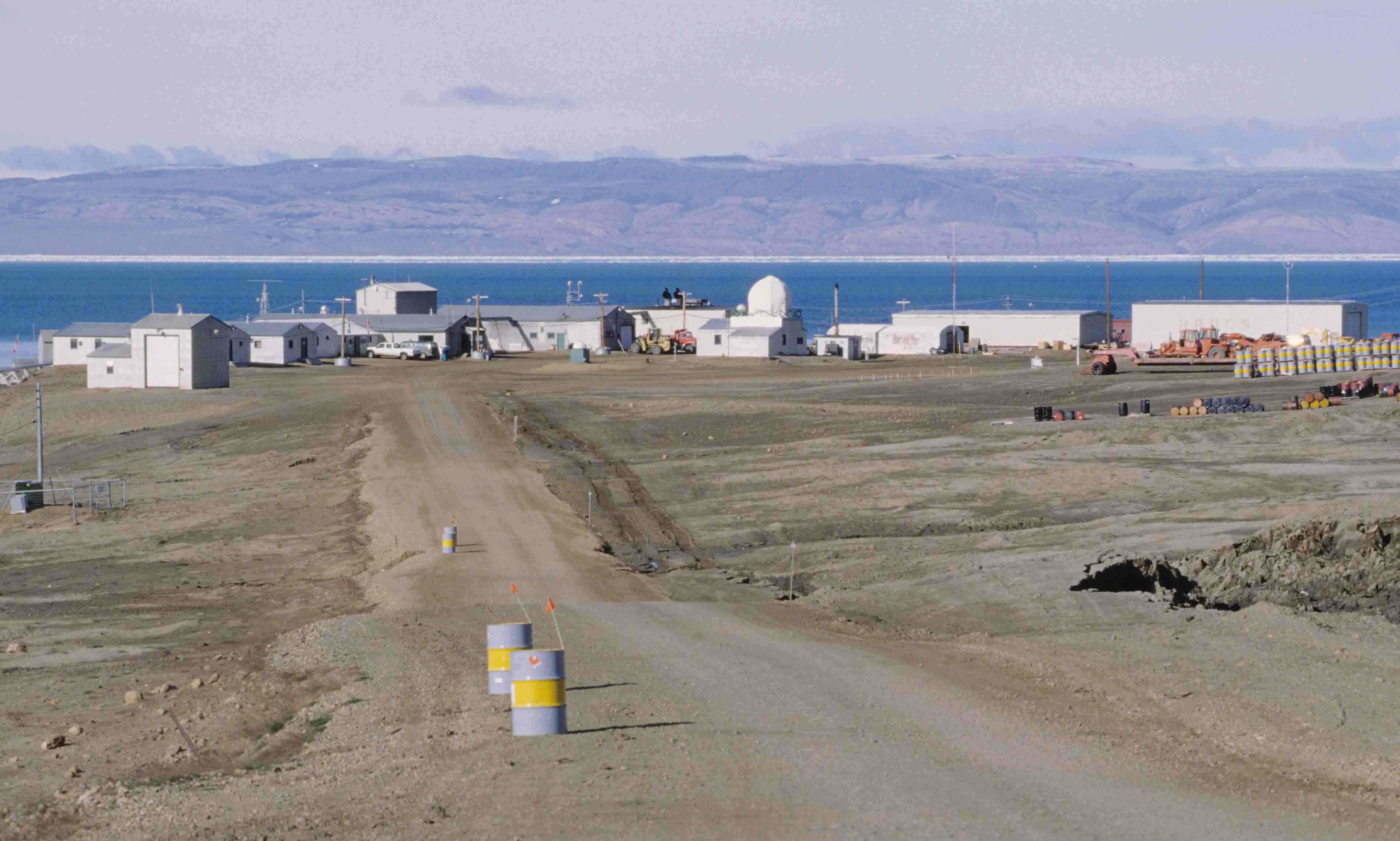
Eureka gezien vanaf het vliegveld